# Doc Silver
Doc Silver est une série de bande dessinée créée en 1967 par Liliane et Fred Funcken, sur des scénarios d'Yves Duval. Cette série met en scène un médecin américain au début du XXe siècle, dans un western atypique. Elle paraît dans le journal de Tintin de 1967 à 1969, puis dans cinq albums publiés de 1968 à 1974.

## Historique
En 1967, Liliane et Fred Funcken créent Doc Silver, sur des textes d'Yves Duval, dans le Journal de Tintin. Dans ce périodique, la première aventure est annoncée comme celle d'« un cow-boy à lunettes (...) assez rare dans les westerns, surtout lorsqu'il s'agit du héros principal ». Patrick Gaumer juge de même que c'est un « western peu conventionnel ».
De 1967 à 1969, cinq aventures de Doc Silver sont publiées dans le journal de Tintin, éditions belge et française.
En 1969, une aventure de Doc Silver, un récit complet de 12 pages, est publié dans un Tintin Sélection.
De 1968 à 1974, cinq albums en sont publiés par Le Lombard dans la collection Jeune Europe.

## Résumé
Au début du XXe siècle, le médecin Gary Silver débarque au Far West avec ses petites lunettes rondes et son complet bien coupé. Mais il sait se montrer aventurier, et rencontre parfois Pancho Villa.
À la fin de la série, il prend part à la Première Guerre mondiale. En effet, dès qu'il apprend l'entrée en guerre des États-Unis, Doc Silver décide de s'engager. Devant l'affiche de l'Oncle Sam « I want you for U.S. Army », il annonce son intention et on le félicite. Lorsqu'il est sur le front, on lui demande de remonter le moral des troupes ; il organise alors un orchestre de troupe et un rodéo. Plus tard, il obtient une trêve.

## Le personnage principal
Gary Siver est médecin, et porte un beau complet à la mode de la côte Est, bien coupé, et porte d'éternelles petites lunettes rondes, mise qui le démarque des autres habitants. Il porte également sa sempiternelle sacoche de médecin. Faisant toujours figure de « docteur calme et flegmatique », il est vite surnommé « Doc Silver », titre de la série de ses aventures.

## Les auteurs
Liliane et Fred Funcken et Yves Duval collaborent depuis quinze ans lorsqu'ils lancent ensemble cette nouvelle série.
Spécialistes de la bande dessinée historique, les époux Funcken montrent avec cette série qu'ils peuvent également maîtriser le western, comme dans leur autre western Jack Diamond.

## Publication

### Dans Tintin et Tintin Sélection
Six aventures de Doc Silver paraissent dans Tintin et Tintin Sélection :
- 24 Heures pour Doc Silver, en 1967 dans l'édition belge (numéros 6-27) et l'édition française (numéros 973-994) ;
- La Fièvre des sables, en 1967 dans l'édition belge (numéros 31-52) et l'édition française (numéros 995-1010) ;
- L'otage, en 1968 dans l'édition belge (numéros 8-29) et l'édition française (numéros 1029-1051) ;
- Le Chasseur noir, en 1968-1969 dans l'édition belge (numéros 40 de 1968 au 6 de 1969) ;
- Le Montreur d'images, en 1969 dans Tintin Sélection numéro 3, en récit complet de 12 pages ;
- La Vallée de la peur, en 1969 dans l'édition belge (numéros 27-48) et l'édition française (numéros 1080-1101).

### Albums
Cinq albums sont publiés :
1. 24 Heures pour Doc Silver, 1968, Le Lombard, collection « Jeune Europe », 44 planches ;
2. La Fièvre des sables, 1969, Le Lombard, collection Jeune Europe, 44 planches ;
3. L'Otage, 1971, Le Lombard, collection Jeune Europe, 44 planches ;
4. La Vallée de la peur, 1972, Le Lombard, collection Jeune Europe, 44 planches ;
5. Le Chasseur noir, 1974, Le Lombard, collection Jeune Europe, 44 planches, comportant aussi Une mémorable omelette, une histoire de Capitan.